# Clubiona rostrata
Clubiona rostrata là một loài nhện trong họ Clubionidae.
Loài này thuộc chi Clubiona. Clubiona rostrata được Kap Yong Paik miêu tả năm 1985.